# Arolium

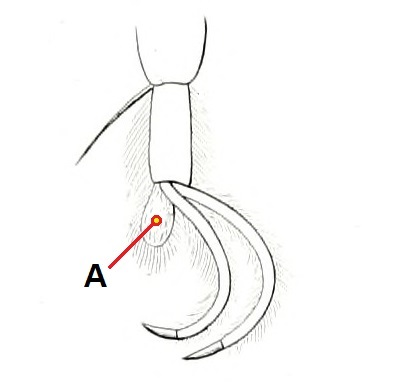
Arolium

Het arolium is een hechtorgaan aan het uiteinde van de tarsus of voet van een geleedpotige. Arolia komen voor bij verschillende groepen, zoals insecten, spinnen en schorpioenen. 
De specifieke vorm van het arolium, de eventuele segmentatie ervan en de vorm en ligging van de omringende structuren zoals kleine tasthaartjes (setae) zijn vaak een belangrijke determinatiesleutel tussen de verschillende groepen en soorten.